# Ghiacciaio McClary
Il ghiacciaio McClary (in inglese McClary Glacier) è un ghiacciaio lungo circa 17 km e largo 3,4, situato sulla costa di Fallières, nella parte occidentale della Terra di Graham, in Antartide. Il ghiacciaio, il cui punto più alto si trova a circa 733 m s.l.m., fluisce verso sud-ovest tra la cresta Butson, a sud, e la cresta Boulding, a nord, fino a entrare nella baia Margherita tra capo Calmette e le isole Debenham.

## Storia
Il ghiacciaio McClary è stato grossolanamente mappato nel 1936 durante la Spedizione britannica nella Terra di Graham, comandata di John Rymill, ed è stato oggetto di una nuova ricognizione durante una spedizione del British Antarctic Survey, che all'epoca si chiamava ancora Falkland Islands and Dependencies Survey, tra il 1946 e il 1950. In seguito il ghiacciaio fu battezzato con il suo attuale nome dal Comitato britannico per i toponimi antartici in onore di George B. McClary, padre di Nelson McClary, ufficiale della Port of Beaumont durante la spedizione antartica condotta nel 1947-48 al comando di Finn Rønne.